# Flora of the Cape Peninsula
Flora of the Cape Peninsula (abreviado Fl. Cape Penins.) fue un libro con descripciones botánicas que fue editado conjuntamente por Robert Stephen Adamson & T.M.Salter. Fue publicado en el año 1950.